# Bruno Knapp
Bruno Knapp (* 8. März 1925; † 15. September 2010 in Offenbach am Main) war ein deutscher Kommunalpolitiker (CDU).

## Leben
Knapp studierte Rechtswissenschaft mit anschließender Promotion und arbeitete danach als Rechtsanwalt und Notar in einer Offenbacher Kanzlei. Später gründete er seine eigene Kanzlei. Ab 1960 war er Stadtverordneter und wurde zwei Jahre später Fraktionsvorsitzender der CDU. Nach der Kommunalwahl 1964 wurde er im Amt bestätigt und blieb insgesamt acht Jahre in dieser Funktion. Im Anschluss an die Kommunalwahl 1977 wurde er Vorsteher der Stadtverordnetenversammlung; diese Position hatte er bis 1985 inne. Von 1980 bis 1996 war Knapp Mitglied des Hessischen Staatsgerichtshofs in Kassel. Er war langjähriger Vorsitzender der Offenbacher CDU und des Offenbacher Anwaltsvereins, zu dessen Ehrenvorsitzenden er später ernannt wurde.
Er war Initiator von Fördervereinen zum Wiederaufbau des Büsing-Palais und des Lili-Tempels und engagierte sich für den Ausbau des Klingspor-Museums.

## Ehrungen
Er war Träger des Verdienstkreuzes am Bande der Bundesrepublik Deutschland. 1993 wurde er zum Ehrenbürger der Stadt Offenbach am Main ernannt.